# IMAM Ro.26
L'IMAM Ro.26, citato alle volte anche come Romeo Ro.26, era un aeroplano monomotore da addestramento biplano prodotto dall'azienda italiana Industrie Meccaniche Aeronautiche Meridionali di Napoli all'inizio degli anni trenta del XX secolo e rimasto allo stadio di prototipo

## Storia del progetto
All'inizio dell 1932 la società italiana SA Industrie Meccaniche e Aeronautiche Meridionali (IMAM), su progetto dell'ingegnere Giovanni Galasso, costruì un velivolo da addestramento basico, biplano designato Romeo Ro.26. L'aereo era equipaggiato con un propulsore stellare Armstrong Siddeley Lynx a sette cilindri (prodotto su licenza in Italia dalla Alfa Romeo) da 215 CV (158 kW). Il nuovo velivolo era destinato all'addestramento basico dei piloti, nonché a gare acrobatiche. Per preparare i piloti degli idrovolanti, il carrello d'atterraggio a ruote poteva essere sostituito con galleggianti. Il prototipo, immatricolato I-ABIL, andò in volo per la prima volta nel corso del 1932.

## Tecnica
Aereo da addestramento biplano, con piani alari di uguali dimensioni e leggermente scalate. Esse sono di costruzione completamente lignea, e ricoperte di tela. La fusoliera è di costruzione completamente metallica, costruita in tubi di acciaio saldati all'autogeno, e ricoperta da legno e tela. Gli impennaggi di coda sono di costruzione lignea, ricoperti di tela.
Il carrello d'atterraggio, triciclo posteriore fisso, aveva carreggiata larga, ed era dotato di ammortizzatori oleo-elestici. Era prevista la sostituzione del carrello d'atterraggio con una coppia di galleggianti, al fine di trasformarlo in un idrovolante. I posti di pilotaggio, aperti, sono disposti in tandem, con l'istruttore posto nel primo abitacolo, il cui accesso avviene da una porta posizionata sul lato destro della fusoliera. I comandi di volo erano innestabili o disinnestabili in volo a piacimento dal primo pilota.
Il propulsore era un Alfa Romeo Lynx a 7 cilindri, raffreddati ad aria, erogante la potenza di 215 CV (158 kW) ed azionante un'elica bipala lignea di 2,180 m di diametro. Il velivolo saliva a 1 000 m in 3 minuti, a 2 000 m in 6'20", a 3 000 m in 10'40", a 4 000 m in 16', a 5 000 m in 25', a 6 000 m in 43'. la velocità di stallo a 500 m, 78 km/h.

## Impiego operativo
All'inizio del 1934 la Regia Aeronautica collaudò questo velivolo, che recava l'immatricolazione civile I-ABIL. Nonostante le buone caratteristiche di volo, le autorità militari rifiutarono di acquistarlo e la prevista produzione in serie fu abbandonata.

## Versioni
Ro.26versione da addestramento basico.
Ro.26Iversione idrovolante. Le caratteristiche tecniche erano: apertura alare 8,89 m, lunghezza 6,65 m, altezza 2,68 m, superficie alare 22 mq, peso a vuoto 800 kg, massimo al decollo 1 050 kg, carico alare 47,50 kg/m2, velocità massima 205 km/h, velocità di stallo 82 km/h, salita a 1 000 m in 3'20", a 2 000 m in 7', a 3 000 m in 13', a 4 000 m in 21'30", a 5 000 m in 34'.

## Utilizzatori

### Militari
Italia
- Regia Aeronautica